# Fernão Capelo Gaivota

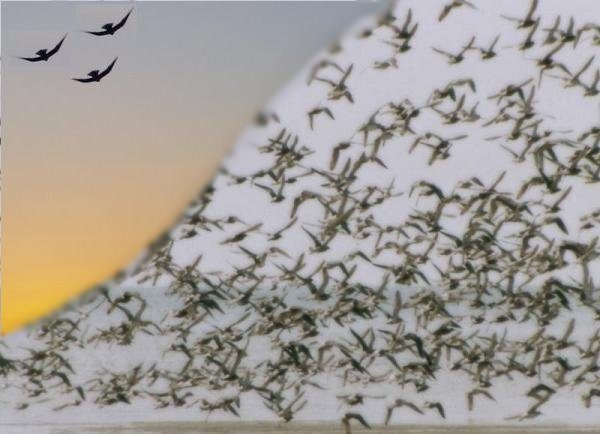

Jonathan Livingston Seagull (bra/prt: Fernão Capelo Gaivota) é uma fábula em forma de novela, publicada em 1970, sobre uma gaivota tentando aprender sobre a vida e o voo, e uma homilia sobre a auto perfeição, escrita pelo autor estadunidense Richard Bach e ilustrada por Russell Munson.
Publicado originalmente nos Estados Unidos com o título de Jonathan Livingston Seagull — a story, foi lançado neste mesmo ano no Brasil como A História de Fernão Capelo Gaivota pela editora Nórdica.

## Sinopse
Uma gaivota de nome Fernão decide que voar não deve ser apenas uma forma para a ave se movimentar. A história desenrola-se sobre o fascínio de Fernão pelas acrobacias que pode modificar e em como isso transtorna o grupo de gaivotas do seu clã. É uma história sobre liberdade, aprendizagem e amor.

## Parte I
A primeira parte do livro mostra o jovem Fernão Capelo Gaivota frustrado com o materialismo e o significado da conformidade e da limitação da vida de uma gaivota. Ele é confrontado com paixão pelos voos de todos os tipos, e a sua alma descola com as suas experiencias e emocionantes triunfos de ousadia e feitos aéreos. Eventualmente, a sua falta de conformismo à limitada vida de gaivota leva-o a entrar em conflito com o seu bando e virarem-se contra ele. Ele torna-se um banido. Não obstante disso, Fernão continua os seus esforços para atingir objetivos e voos mais altos, muitas vezes bem sucedidos, mas eventualmente sem o conseguir tanto quanto desejaria. Em seguida ele é encontrado por duas radiantes gaivotas que lhe explicam que ele já aprendeu muito e agora elas estão lá para ensinar-lhe mais. Ele então passa a segui-las.

## Parte II
Na segunda parte Fernão transcende a uma outra sociedade onde todas as gaivotas desfrutam da paixão pelo voo. Ele só é capaz de praticar essa habilidade após duras horas de muito treino de voo. Nesta outra sociedade, o respeito real surge em contradição com a força coercitiva que estava mantendo o antigo bando junto. O processo de aprendizagem, que liga os professores altamente experientes aos alunos dedicados, é aumentado a quase um nível sagrado, sugerindo que esta pode ser a verdadeira relação entre homem e Deus. O autor considera que certamente humano e Deus, independentemente de todas as enormes diferenças, estão compartilhando algo de grande importância que podem vincula-los juntos: "Você tem de compreender que uma gaivota é uma ilimitada ideia de liberdade, uma imagem da Grande Gaivota ". Ela sabe que você tem que ser fiel a si mesmo.

## Parte III
A introdução à terceira parte do livro é composta pelas últimas palavras do professor de Fernão: "Fernão, continua a trabalhar no amor". Nesta parte Fernão entende que o espírito não pode ser verdadeiramente livre sem a capacidade de perdoar e o caminho do progresso passa pela capacidade de tornar-se um professor - e não somente pelo trabalho árduo como um aluno. Fernão volta para o antigo bando para compartilhar suas ideias, suas descobertas recentes e sua grande experiência. Pronto para a difícil luta contra as atuais normas da referida sociedade, a capacidade de perdoar parece ser uma obrigatoriedade para a condição de passagem.
"Vocês querem voar tão alto a ponto de perdoar o bando, aprender e voltar a eles um dia e trabalhar para ajudá-los a se conhecerem?" Fernão pergunta ao seu primeiro estudante antes de iniciar o aprendizado. A ideia de que os mais fortes podem atingir mais por deixar para trás os mais fracos amigos parece totalmente rejeitada. 
Daí o amor e o perdão merecem respeito e parecem ser igualmente importantes para libertar-se da pressão de obedecer às regras apenas porque são comumente aceitas.

## Narração radiofônica
Na década de 1970 a Gravações Elétricas S.A. por meio do seu selo Continental, produzido pela Transbrasil lançou um LP com a gravação da adaptação do livro, narrado pelo consagrado radialista Moacyr Ramos Calhelha com a participação de Hebe Camargo que cantou a música "Pai Nosso", e participações de Wilson Miranda que cantou as músicas "No Infinito Azul", "O Voo Solitário" e "Ave".